# Aritmetická funkce
Aritmetická funkce je funkce, jejímž definičním oborem je množina přirozených čísel. S pojmem aritmetická funkce souvisí pojem Möbiova funkce μ(n) a Dirichletův součin.